# عين القطة (فلم 1985)
عين القط (المعروفة أيضًا باسم "عين القط لستيفن كينغ") هو فيلم يصنف رعب وإثارة أمريكي تم إنتاجه عام 1985 من إخراج
لويس تيغ وكتبه ستيفن كينغ. يتكون من ثلاث قصص: "شركة المقلعين عن التدخين"، "الحافة"، و "جينيرال".
القصتان الأوليتان مقتبستان من قصص قصيرة في مجموعة "نوبة ليلية" لستيفن كينج لعام 1978، والقصة الثالثة فريدة من نوعها للفيلم. ترتبط القصص الثلاثة فقط بوجود قطة مسافرة، تلعب دورًا عرضيًا في الأوليين وتكون شخصية رئيسية في القصة الثالثة. طاقم عمل الفيلم يضم درو باريمور وجيمس وودز وآلان كينج وروبرت هايز وكاندي كلارك.

## الحبكة
قطة ضالة مخططة تخفي نفسها من كلب في شاحنة توصيل تقود إلى مدينة نيويورك. يرى القط الذكر صورة جسدية لفتاة صغيرة تتوسل للمساعدة ويتم التقاطه من قبل رجل يدعى جنك.

### "شركة المقلعين عن التدخين"
المدخن ديك موريسون ينصحه صديق بالانضمام إلى شركة كويتيرز للتخلص من عادته. يشرح مستشار العيادة فيني دوناتي أن العيادة لديها معدل نجاح 100% بسبب طريقة إقناع فريدة من نوعها: في كل مرة يدخن فيها ديك سيجارة ، ستحدث لأهله وأولاده فظائع ذات شدة متزايدة.
باستخدام القط الذي أمسك به مساعد دوناتي، جانك، في الشارع، يوضح دوناتي أول هذه الفظائع: يتم وضع القط في قفص وتعذيبه بالصدمات الكهربائية القادمة من الأرض. يوضح دوناتي أنه إذا تم القبض على عميله الجديد وهو يحمل سيجارة، ستصاب سيندي زوجة ديك بالصدمة بينما يضطر إلى المشاهدة. وفي المخالفات اللاحقة، تُصدم ابنته، ثم تُغتصب زوجته. وأخيرا، سيتم قتل ديك نفسه. يخفي ديك التهديدات عن عائلته.
في تلك الليلة، شعر ديك بالغضب من الأساليب التي تستخدمها شركة المقلعين عن التدخين. ولاحظ وجود علبة سجائر في مكتبه. يستعد للتدخين، لكنه لاحظ وجود قدمين في خزانته، مدركًا أن شركة المقلعين عن التدخين.، تأخذ تهديدهم على محمل الجد. في اليوم التالي، زار ديك ابنته وأعطاها دمية. أثناء وجوده في المدرسة، يرى ديك دوناتي، الذي حذره من أن المنظمة ستراقبه عن كثب.
أثناء ازدحام مروري مرهق، يدخن ديك بعد العثور على علبة سجائر قديمة في صندوق القفازات الخاص به. بعد مشاهدة سيندي وهي تعاني في القفص الكهربائي، يهاجم ديك دوناتي وجانك بلا جدوى؛ القط يهرب في الشجار. ديك مصمم على عدم التدخين مرة أخرى ويخبر زوجته بكل شيء.
يمر الوقت، وأصبح ديك خاليًا من التدخين، لكنه زاد وزنه بسبب الإقلاع عن التدخين. يصف دوناتي حبوب الحمية غير القانونية ويحدد الوزن المستهدف لديك. يسأل ديك مازحا ماذا سيحدث إذا استمر في زيادة الوزن؛ يرد دوناتي بأن أحدهم سيقطع إصبع زوجته الصغير. يقيم ديك وزوجته حفل عشاء مع الصديق الذي أوصى ديك وزوجته بشركة المقلعين عن التدخين.، ويشربان نخب الشركة. بينما ترفع زجاجها، يرى ديك أن زوجة صديقه تفتقد إصبعها الصغير.

### "الحافة"
بعد أن هرب من شركة المقلعين عن التدخين, يغادر القط التومان مانهاتن عبر عبارة جزيرة ستاتن، متجهًا إلى مدينة أتلانتيك سيتي نيو جيرسي، حيث يرى نفس صورة الفتاة المنفصلة عن الجسد تطلب مساعدته. متورط لاعب التنس المحترف السابق جوني نوريس مع امرأة زوجها الغيور، كريسنر، هو زعيم عصابة ومالك كازينو. كريسنر، الذي يراهن على أي شيء، يفوز برهان على أن القط التومان سيعبر الطريق المزدحم خارج كازينو بنجاح، ويأخذ القط التومان إلى المنزل.
قام كريسنر باختطاف نوريس وابتزازه للقيام بعملية خطيرة: عليه أن يدور حول حافة شقة كريسنر الخارجية. إذا نجح في ذلك ، فسوف يمنح كريسنر زوجته الطلاق. وإذا رفض نوريس ، فسوف يتصل كريسنر بالشرطة ويقبض عليه بتهمة حيازة المخدرات التي زرعها أحد رجال كريسنر يدعى ألبرت في
سيارة نوريس موستانج.
يوافق نوريس. يتحرش كرسنر بنوريس بإخافته بقرن عندما يحاول الدخول من نافذة. يقف حمامة بجانب نوريس وينقر على قدمه مما تسبب في نزفها ، ثم يشغل كرسنر خرطوم حريق لمنعه من البقاء. يعود نوريس إلى الشقة. يقول كرسنر إنه سيحترم رهانه: أزال ألبرت المخدرات ، ويقدم لنوريس كيسًا من النقود - ومع ذلك ، يركل الكيس ليكشف عن رأس زوجته المقطوع. يهاجم نوريس كرسنر ، بينما يتعثر ألبرت بسبب القط ويسقط مسدسه. يستولي نوريس على المسدس ويقتل ألبرت ، ثم يوجهه إلى كرسنر. يجبر نوريس كرسنر على الخضوع لنفس المحنة على الحافة. تراقب القطة كرسنر ، الذي يتعرض للمضايقات من الحمامة ، يسقط حتى وفاته.

### "جنيرال"
القط الذكر يركب قطار شحن ويسافر إلى ويلمينغتون (كارولاينا الشمالية)، حيث يتم تبنيه من قبل الفتاة التي كانت تطلب المساعدة في وقت سابق، أماندا، التي تسميه الجنرال. تعتقد والدة أماندا أن الجنرال سيؤذي ببغائهما، الذي يدعى، بولي.
بالرغم من احتجاجات أماندا، وضعت والدتها الجنرال في الخارج ليلاً. نتيجة لذلك، لم يتمكن من حماية أماندا من عفريت صغير شرير اتخذ مسكنه في المنزل. عندما تنام أماندا، يخرج العفريت من خلال ثقب في أحد جدران غرفة أماندا. يقتل العفريت الببغاء بخنجر صغير ثم يحاول سرقة نفس أماندا. يجد الجنرال طريقة للدخول إلى المنزل ويطارد العفريت. بعد جرح كتف القط الذكر بخنجره، يهرب العفريت، تاركًا أماندا ووالديها لاكتشاف الطائر الميت. اقتنع والدا أماندا بأن الجنرال قتل بولي، لكن والدها، الذي اكتشف جرحًا على القط الذكر أكبر جدًا من أن يكون ببغاء قد صنعها، بدأ يشك في اعتقاد الأم بأن الجنرال قتل الطائر.
أخذت والدة أماندا الجنرال إلى ملجأ الحيوانات ليتم قتله. عندما حل الليل ، عاد المتصيد واستخدم سدادة باب لسد باب أماندا ، ثم حاول مرة أخرى أخذ نفس الفتاة النائمة. أثناء تناول الجنرال لوجبته الأخيرة ، هرب وهرع عائداً إلى منزل أماندا.
قام الجنرال بإنقاذ أماندا وحارب العفريت، مما تسبب في الكثير من الضوضاء. استيقظ والدا أماندا، لكن الباب المسدود منعهم من الوصول إليها. على الرغم من أن العفريت حاول الفرار، إلا أن الجنرال قتله. بعد أن اقتحم والداها الغرفة، وصفت أماندا كيف أنقذها الجنرال من العفريت. صدق والداها القصة عندما اكتشفوا أجزاء من جثة العفريت، وكذلك الخنجر الصغير والثقب في الحائط الذي استخدمه العفريت.
في صباح اليوم التالي، تناول الجنرال سمكة كبيرة، ثم تسلق على بطن أماندا النائمة ولعق وجهها. استيقظت وعانقته.

## طاقم التمثيل
- درو باريمور التي ينسب اليها اسم "فتاتنا (our girl)"، تظهر أيضًا، غير معتمدة، باسم أليسيا موريسون، الفتاة عل التلفاز، واماندا
- جيمس وودز بدور ديك موريسون
- كاندي كلارك في دور سالي آن
- آلان كينغ بدور الدكتور فيني دوناتي
- ماري دارسي بدور سيندي موريسون
- روبرت هايز في دور جوني نوريس
- كينيث ماكميلان[الإنجليزية] في دور كريسنر
- جيمس نوتون في دور هيو
- جيمس ريبهورن في دور رجل أعمال مخمور
- تشارلز س. دوتون في دور دوم
- مايك ستار في دور داكي

## الجوائز
ترشيح الفيلم لجائزة الخيال العلمي الدولية لأفضل فيلم في عام 1987. تم ترشيح درو باريمور لجائزة الفنان الشاب لأفضل أداء رئيسي من قبل ممثلة شابة في فيلم سينمائي في عام 1986. 

## انظر ايضاً
- كريب شو[الإنجليزية]
- قائمة التعديلات لأعمال ستيفن كينغ[الإنجليزية]

## روابط خارجية
فيلم عين القطة IMDb
فيلم عين القطة على تيرنر كلاسيك موفيز
فيلم عين القطة على all movie